# Hanchinal (K.K.), Chikodi
Hanchinal (K.K.) là một làng thuộc tehsil Chikodi, huyện Belgaum, bang Karnataka, Ấn Độ.